# Legacy of Hate
«Legacy of Hate» — другий студійний альбом фінського павер-метал-гурту Celesty. Реліз відбувся 10 травня 2004 року.

## Список композицій
1. "Intro" — 0:57
2. "Unbreakable" — 5:02
3. "Dream" — 4:44
4. "Breed From the Land Unknown" — 4:51
5. "Army of the Universe" — 6:50
6. "Settlement" — 6:43
7. "Shelter" — 4:53
8. "Legacy of Hate, Pt. 1" — 10:35
9. "Legacy of Hate, Pt. 2" — 10:41

Японське видання (бонусний трек)
1. Wickedness Act — 5:11

## Учасники запису
- Антті Раіліо — вокал
- Джей-Пі Аланен — електрогітара, ритм-гітара
- Тапані Кангас — ритм-гітара
- Арі Катаямакі — бас-гітара
- Єре Луоккамакі — ударні
- Юха Маенпаа — клавіші
- Річард Андерсон — гітарне соло у пісні «Settlement»
- Самі Каст і Аку Рахконен — вокал
- Санна Натунен — вокал
- Юссі Найман, Ярі Луммукка, Хейккі Луокола, Ярі Лехтінева, Санна Натунен — хор
- Антті Райліо, Санна Натунен, Тапані Кангас — задній вокал